# Pardubice (zámek)
Pardubický zámek je renesanční zámek, který se nachází v těsné blízkosti historického centra města Pardubice. Za pánů z Pernštejna zde vzniklo sídlo, které je přechodem mezi hradem a zámkem. V takovém stavu dochování a rozloze nemá tento typ objektu ve střední Evropě obdobu. Spolu se svým okolím a Příhrádkem, který jej spojuje s původním městem, vytváří evidenční část Zámek. V současnosti je zámek vlastnictvím Pardubického kraje a sídlí v něm Východočeské muzeum a Východočeská galerie v Pardubicích. Od roku 2010 je zámek s opevněním zapsán na seznam národních kulturních památek České republiky.

## Historie

Mapa hradu a města Pardubice (kolem roku 1760)

### Vznik
Na místě dnešního zámku původně stál od 13. století vodní hrad. Krátce po husitských válkách byl hrad přestavěn a obehnán novou kamennou hradbou s nárožními věžicemi a střílnami. Její fragmenty jsou dnes odkryty návštěvníkům zámku.

### Pernštejnové
V roce 1491 získal pardubické panství Vilém II. z Pernštejna, který hrad přestavěl na čtyřkřídlý renesanční palác. Zámek, s přilehlými hospodářskými budovami, navíc obehnal mohutným opevněním. Vzniklo tak sídlo na pomezí hradu a zámku, jehož fortifikační systém představuje vrchol pozdně gotické opevňovací techniky. V renesančních úpravách zámku později pokračovali též synové Viléma z Pernštejna Vojtěch a Jan. Posledním vlastníkem zámku z rodu Pernštejnů byl Jaroslav z Pernštejna.

### Královské komorní panství
V roce 1560 panství odkoupil král a z Pardubic se stalo královské komorní panství. V letech 1574–1579 a následně v závěru 16. století provedl Ulrico Aostalli de Sala úpravy zámku, například sgrafitovou výzdobu fasád paláce nebo výstavbu hlavní zámecké věže. Význam zámku přitom byl převážně hospodářský, což se negativně podepsalo i na jeho interiérech a výzdobě. Například v 17. století v něm byl zřízen pivovar. V době barokní přestavěn Františkem Kaňkou.

### Nejnovější historie
V druhé polovině 19. století zámek přešel do rukou soukromého vlastníka. Nejprve jím byl v letech 1863–1881 Privilegovaný rakouský berní ústav, poté do roku 1920 baron Richard Drasche von Wartinberg a jeho dědicové. Zámek poté zakoupil pardubický muzejní spolek, který zahájil jeho obnovu. V zámku se přitom nedochoval žádný původní inventář až na utajovanou pernštejnskou dubovou truhlu, která pochází z konce 15. století. Roku 1952 byl spolek nucen předat zámek do správy státu a rok poté byly postátněny i sbírky. To znamenalo přerušení jeho obnovy a postupné zanedbávání jeho údržby. V roce 1977 se proto dokonce zřítila část stropů v druhém patře paláce. Muzeum proto bylo přes 15 let veřejnosti uzavřeno. Celková rekonstrukce zámku tak započala až roku 1994. V zámku a barbakanu jsou dnes prostory Východočeského muzea v Pardubicích a Východočeské galerie v Pardubicích.

### Expozice a prohlídkové okruhy Východočeského muzea v Pardubicích
Muzeum nabízí tři stálé expozice a to historickou Pardubice – příběh města, archeologickou Proti proudu času a nově expozici S.K.L.E.M. Každý rok také připravuje několik krátkodobých výstav. Zámek Pardubice je v letech 2019 až 2021 v rekonstrukci. Nové prostory a okruhy budou veřejnosti zpřístupněny v roce 2021 (půjde především o rozsáhlou expozici Pernštejnská rezidence – nejstarší renesance v Čechách).
Východočeské muzeum také nabízí pravidelné exteriérové komentovaná prohlídky Od hradu k zámku: proměny pernštejnské rezidence, krytu civilní obrany a prohlídky centrem Pardubic věnované historickému jádru a moderní architektuře z první poloviny 20. století.
Muzeum má otevřeno každý den kromě pondělí od 10 do 18 hodin.

### Kryt civilní obrany
Utajovaný kryt pro krajský velitelský štáb civilní obrany byl vybudován v druhé polovině roku 1953. Dvoupatrová stavba ukrytá v zámeckém valu měla sloužit k řízení záchranných prací v případě, že by okolí Pardubic zasáhl útok nepřítele. Kryt je doposud vybaven původním vybavením v telefonní ústředně, odmořovně, místnosti s filtroventilačním zařízením a s naftovým generátorem.

## Stavební podoba
Při archeologickém výzkumu na počátku roku 2020 bylo na nádvoří odkryto opukové zdivo donjonu, jehož mocnost dosahuje 2,4 metru. Předpokládá se, že byl součástí původního hradu ze čtrnáctého století, který stával v prostoru vnitřního zámeckého nádvoří a jižního palácového křídla.
Z pozdějších přestaveb se dochovalo zdivo trojprostorového paláce a věže obsažené v západním křídle. Pozdně gotická přestavba vycházela z upraveného schématu hradů dvoupalácového typu. Byly při ní postaveny dva nové paláce (severní a jižní), přičemž starší západní palác nahradil spojovací hradbu na západní straně. Obranyschopnost zlepšily věžice přistavěné nakoso k nárožím. V dalších stavebních fázích byla zastavěna také východní strana jádra, kde mimo jiné vznikla kaple a záchodová věž. Východní křídlo poté bylo rozšířeno o nádvorní arkádu podél bývalé hradby a zároveň byly místnosti po straně průjezdu do nádvoří zaklenuty křížovými klenbami. Nejspíše ve stejné době bylo hradní jádro obklopeno parkánem, dokončeným před rokem 1511. Nárožní věže parkánu umožňovaly použití lehčích děl. Na pozdně gotické přestavbě se pravděpodobně podílel stavitel Hans Spiess.
V další stavební fázi vzniklo moderní valové opevnění, které obklopilo hradní jádro s obdélným předhradím. Těžištěm obrany se stala čtveřice rondelů rozmístěných v nárožích. Podél paty valu vede zeď s klíčovými střílnami pro ruční palné zbraně, chráněná na vnější straně vodní plochou příkopu. Korunu valu lemovala pouze hliněná nebo dřevěná předprseň, která chránila dělostřelecká postavení. Vstup do hradu umožňoval trojboký barbakan vysunutý do prostoru města a za ním následovala brána umístěná v nálevkovitým zalomení hradby.

## Galerie

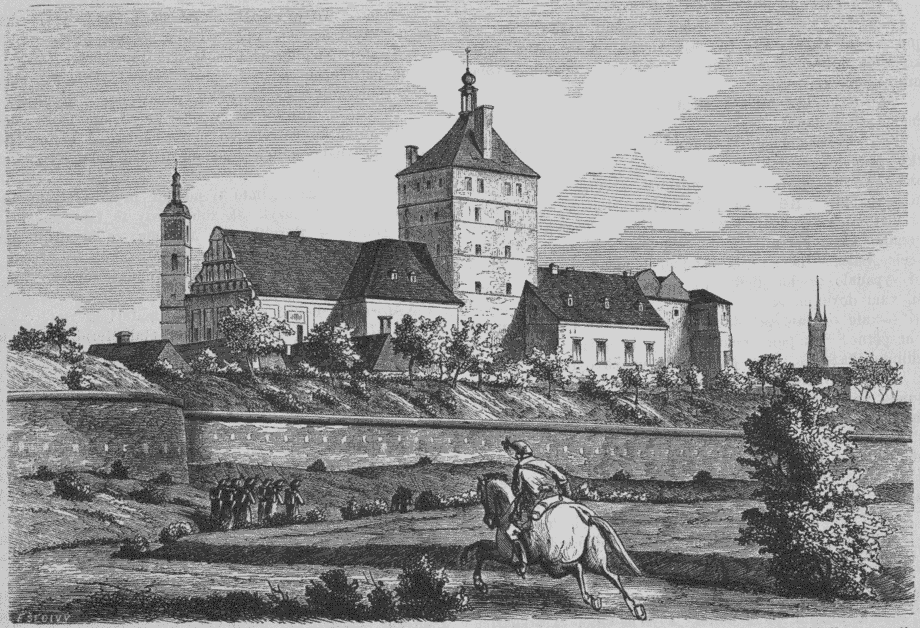
Pardubický zámek v polovině 19. století
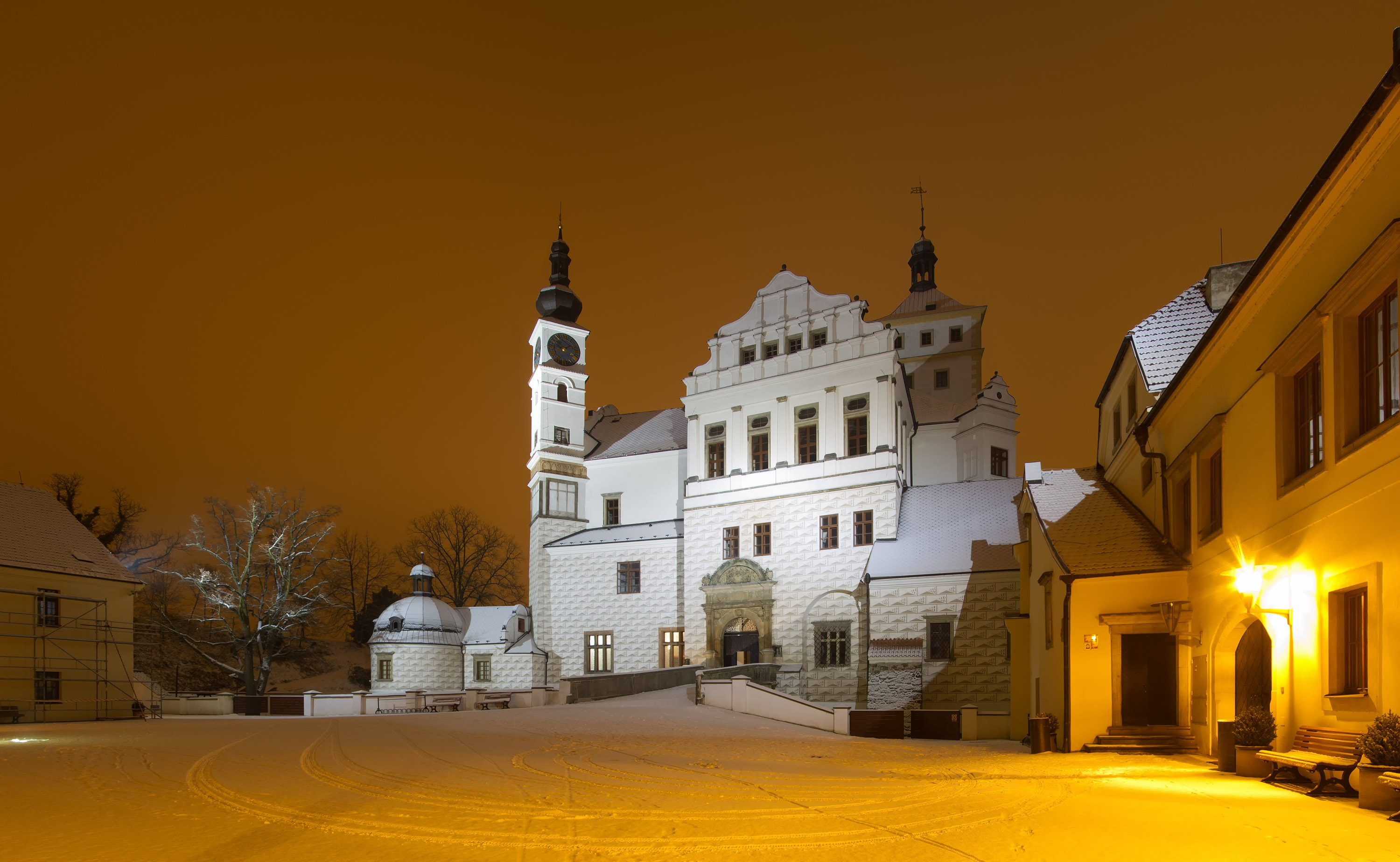
noční pohled na zámecký vstup
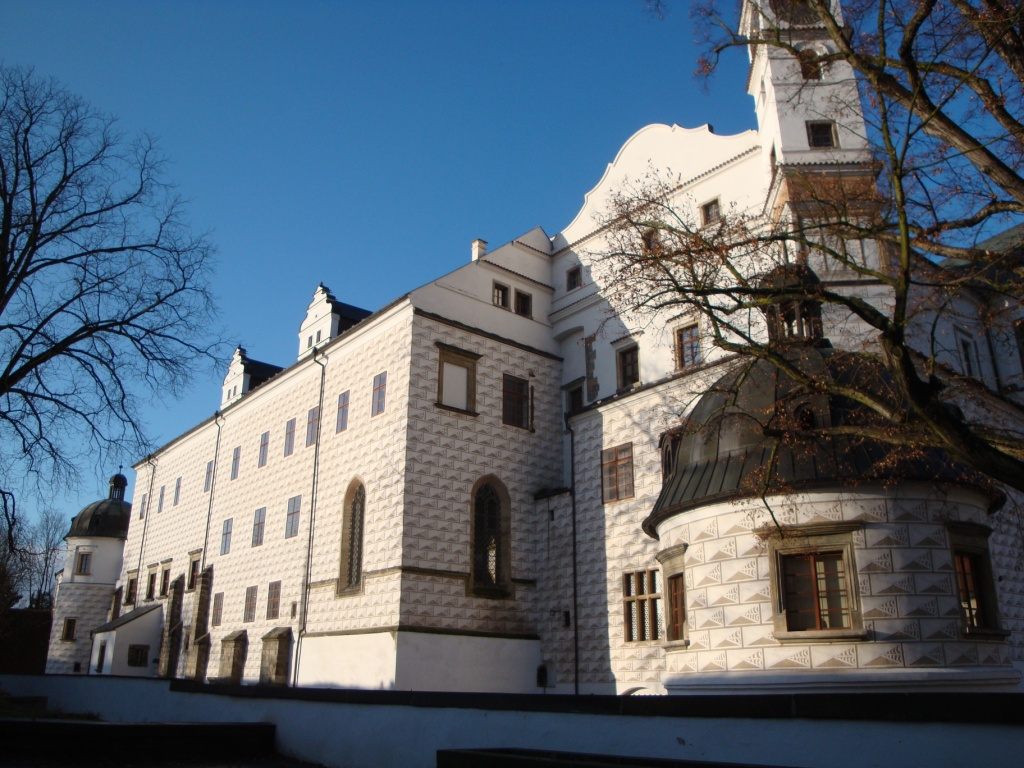
zámek od severovýchodu
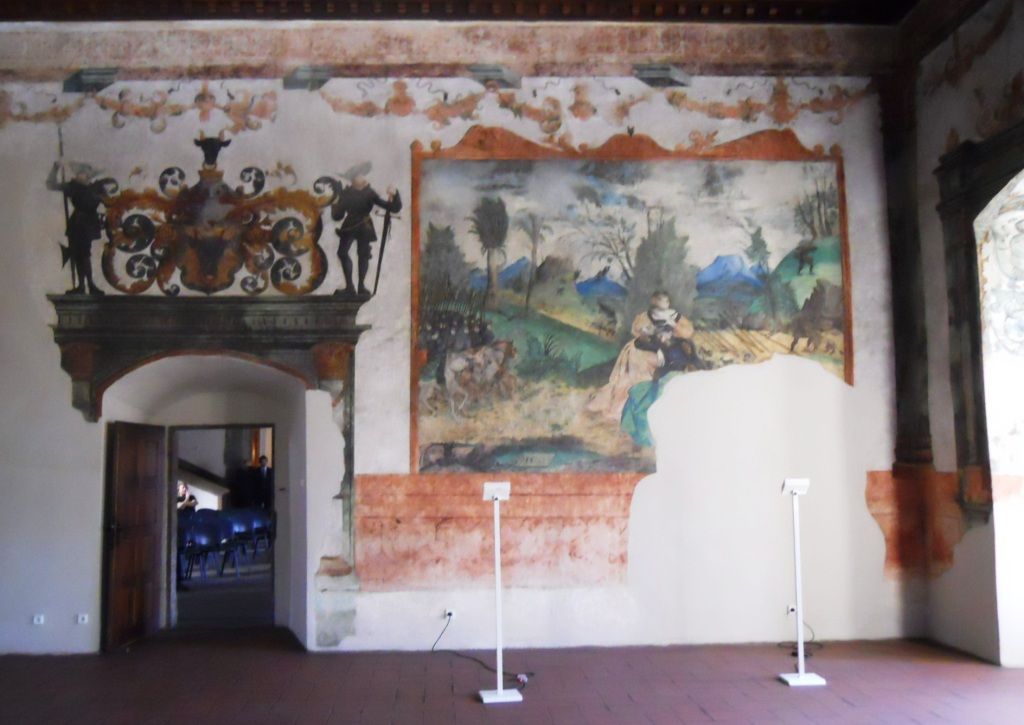
Renesanční secco malby ve Vojtěchově sále (1532)
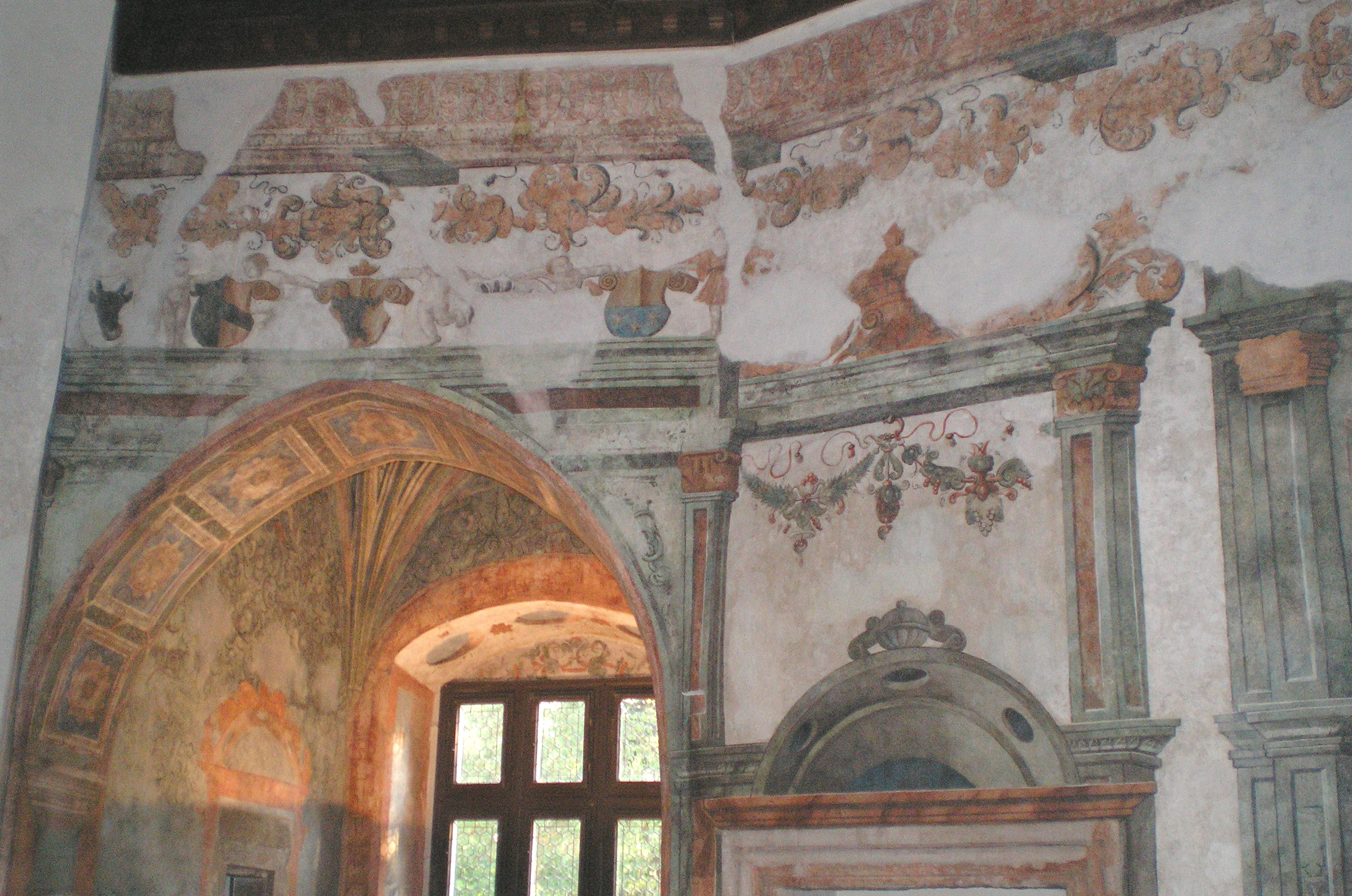
Výzdoba Vojtěchova sálu u arkýře